# Reprezentacja Kantabrii w piłce nożnej mężczyzn
Reprezentacja Kantabrii w piłce nożnej – zespół piłkarski, reprezentujący region w Hiszpanii - Kantabrię. Drużyna nie należy do FIFA ani UEFA, toteż nie bierze udziału w turniejach międzynarodowych.